# Volvic (Mineralwasser)
Volvic ist ein natürliches Mineralwasser aus Frankreich, das seit 1938 abgefüllt wird, seit 1993 zum Lebensmittelhersteller Danone gehört und von diesem Unternehmen als Marke geführt wird. Die Quelle befindet sich in Volvic im Département Puy-de-Dôme und ist von vulkanischem Gestein umgeben. Jährlich werden zirka 2,7 Millionen Kubikmeter Wasser abgefüllt. Volvic wird in rund 60 Länder exportiert, der Großteil wird in Deutschland, Frankreich und Großbritannien vertrieben. Zum Markenportfolio gehören auch Erfrischungsgetränke auf Mineralwasserbasis, die mit Fruchtaromen angereichert sind. Das Unternehmen nennt seine Getränke „klimaneutral zertifiziert“, trotz des relativ hohen CO2-Fußabdrucks durch die Plastikflaschen.

## Geschichte

### Vor dem Ersten Weltkrieg

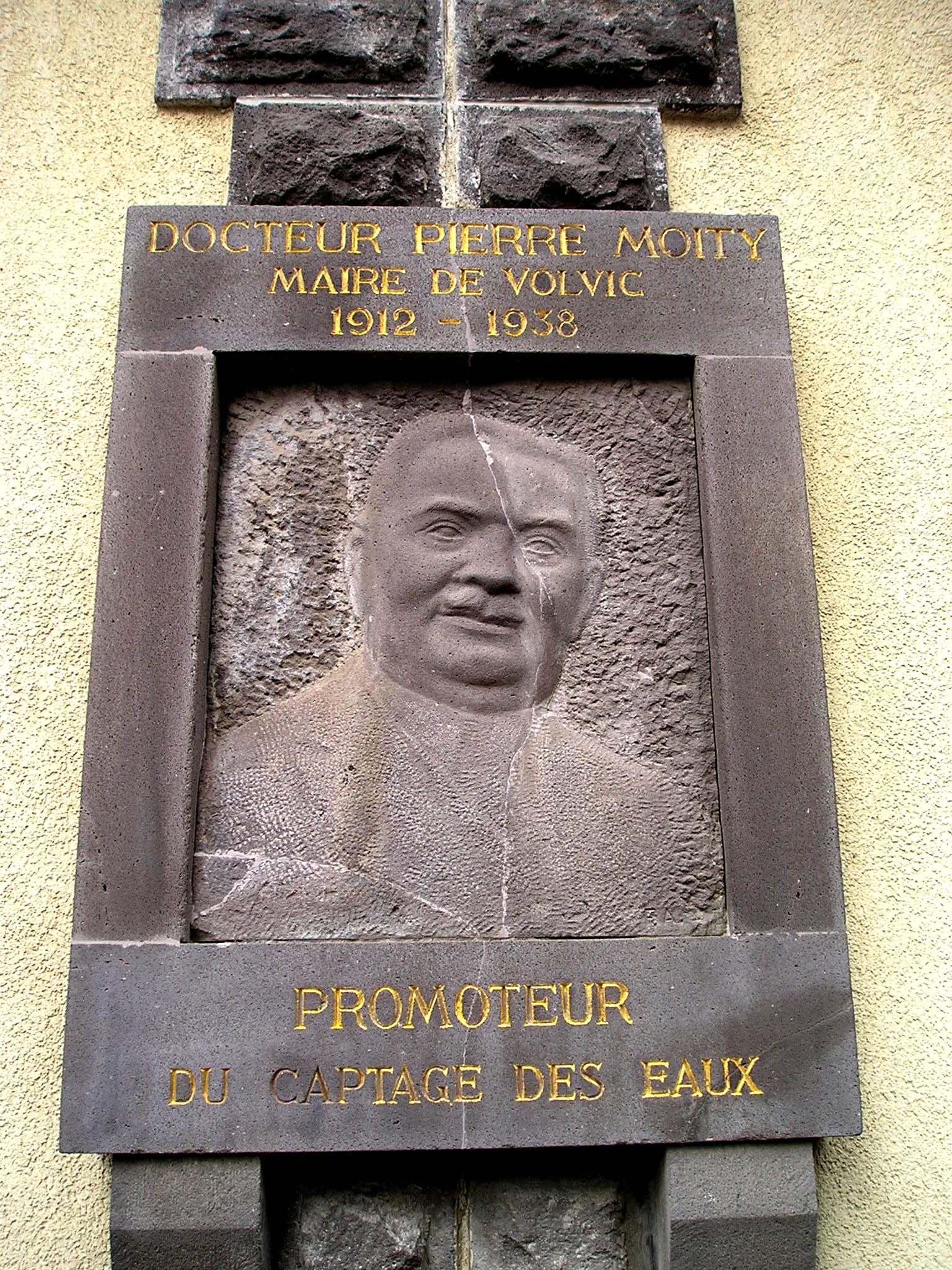
Pierre Moity, Reliefporträt

Jean Legay-Chevalier, ein in Volvic ansässiger Unternehmer und Steinbruchbetreiber, entdeckte im Jahr 1900 ortsnah eine Quelle und bohrte einen 47 Meter tiefen Brunnen. Die wirtschaftliche Nutzung gelang vor dem Ersten Weltkrieg nicht.

### Nach dem Ersten Weltkrieg
1923 nahm Pierre Moity, ebenfalls Steinbruch-Unternehmer, Mitglied einer lokalen Honoratiorenfamilie und damals auch Bürgermeister von Volvic, die Erkundungen hinsichtlich des Brunnenbaus wieder auf. Sie zogen sich bis Ende April 1929 und führten 1927 zur Entdeckung einer auch in niederschlagsarmen Zeiten sehr ergiebigen Quelle. Die 1929 begonnenen Bohr-, Einfassungs-, Entwicklungs- und Rohrleitungsarbeiten ermöglichten die Versorgung der Städte Volvic, Riom und Châtel-Guyon; in den 1950er Jahren wurden rund dreißig Gemeinden im Umkreis von 40 km angeschlossen.

### Abfüllung und Expansion
| Entwicklung von Gebinden | Entwicklung von Gebinden                                     |
| ------------------------ | ------------------------------------------------------------ |
| 1965                     | 1-Liter-Glasflaschen                                         |
| 1969                     | Flaschen aus Kunststoff                                      |
| 1987                     | 0,33-Liter-Flasche                                           |
| 1989                     | Mehrflaschenpaket mit Tragegriff                             |
| 1999                     | 1-Liter-Flasche mit Saugverschluss                           |
| 2000                     | 5-Liter-Flasche                                              |
| 2001                     | 0,5-Liter-Flasche                                            |
| 2003                     | 8-Liter-Flasche mit Zapfhahn                                 |
| 2004                     | 2-Liter-Flasche                                              |
| 2006                     | Pakete aus sechs 1-Liter-Flaschen bzw. vier 2-Liter-Flaschen |
| 2010                     | Vollständig recycelbare Flasche                              |
| 2015                     | 0,33 Liter-Flasche für Kinder mit Sportscap                  |
| 2019                     | 8-Liter-Flasche aus rPET                                     |

1938 wurde ein kleiner Abfüllbetrieb gegründet. Er lieferte 1955 rund 200.000 Flaschen pro Jahr aus, die Fertigung war in nur geringem Umfang automatisiert. 1958 wurde das Unternehmen Société des Eaux de Volvic durch die Sellier Leblanc-Gruppe gegründet und die erste echte Abfüllanlage auf einem Grundstück in der Nähe der Sammelstelle errichtet. 1961 fanden Bohrungen statt, die zur Entdeckung der Clairvic-Quelle führten. Vier Jahre später zeichnete das französische Gesundheitsministerium das Wasser als natürliches Mineralwasser aus. 1974 erfolgte der Bau des Abfüllwerks Chancet in Volvic.
Volvic ist seit 1978 auf dem deutschen Markt vertreten, verkauft wurde zunächst über Apotheken, Naturkostläden und Reformhäuser. Bis 1981 wurden in Volvic 200 Millionen Liter abgefüllt. 1985 wurde Volvic von Perrier (heute bei Nestlé) übernommen. Das Abfüllvolumen steigerte sich nachfolgend auf 400 Millionen Liter pro Jahr, auch das Exportgeschäft wurde ausgebaut. 1993 ging Volvic in den Besitz von BSN (Boussois-Souchon-Neuvesel) über. Seit 1994 ist Volvic daher ein Teil des Unternehmens Danone.

### Entwicklung von Geschmacksvarianten
Volvic war die erste Marke, die aromatisiertes natürliches Mineralwasser auf den Markt brachte. 1990 wurde erstmals Mineralwasser mit natürlichen Fruchtextrakten angeboten, die Geschmacksrichtungen waren Orange und Zitrone. Ein Jahr später folgte eine Mint-Variante. Wässer mit Erdbeer- und Pfirsich-Orange-, Ananas-, Apfel- und Himbeer- sowie weiteren Sorten schlossen sich an. Seither gibt es neben dem natürlichen Mineralwasser unter der Marke Volvic auch eine Reihe von Erfrischungsgetränken beziehungsweise Aqua Drinks – so die Bezeichnung von Danone für seine Getränke jenseits des klassischen Produkts.

### Flaschen-Sonderedition
2016 bot Volvic eine Star-Wars-Sonderedition an. Die sogenannten Mascott-Behälter zum Sammeln kamen in Kooperation mit Disney zum Kinostart der Episode Das Erwachen der Macht heraus. 2017 erschien zu einem Film der Serie Die Eiskönigin ebenfalls eine Sonderedition.

## Eigenschaften und Zusammensetzung
Physikalisch-chemische Eigenschaften von Volvic-Naturelle:
pH-Wert: 7
| Element           | Formel | Inhalt (mg/l) |
| ----------------- | ------ | ------------- |
| Hydrogencarbonate | HCO3−  | 74            |
| Calcium           | Ca2+   | 12            |
| Chloride          | Cl−    | 15            |
| Magnesium         | Mg2+   | 8             |
| Kalium            | K+     | 6             |
| Silicium          | Si     | 32            |
| Natrium           | Na+    | 12            |
| Sulfate           | SO42−  | 9             |

Das natürliche Mineralwasser unterliegt regelmäßigen Prüfungen durch das SGS Institut Fresenius. Das Prüflabor bestätigte dabei, dass Volvic die Anforderungen der Mineral- und Tafelwasserverordnung für die Auslobung „Zur Zubereitung von Babynahrung geeignet“ erfüllt. Das Institut hat Volvic zudem das Siegel „Premiummineralwasser mit Bio-Qualität“ verliehen.

## Produktionsstätten und Märkte

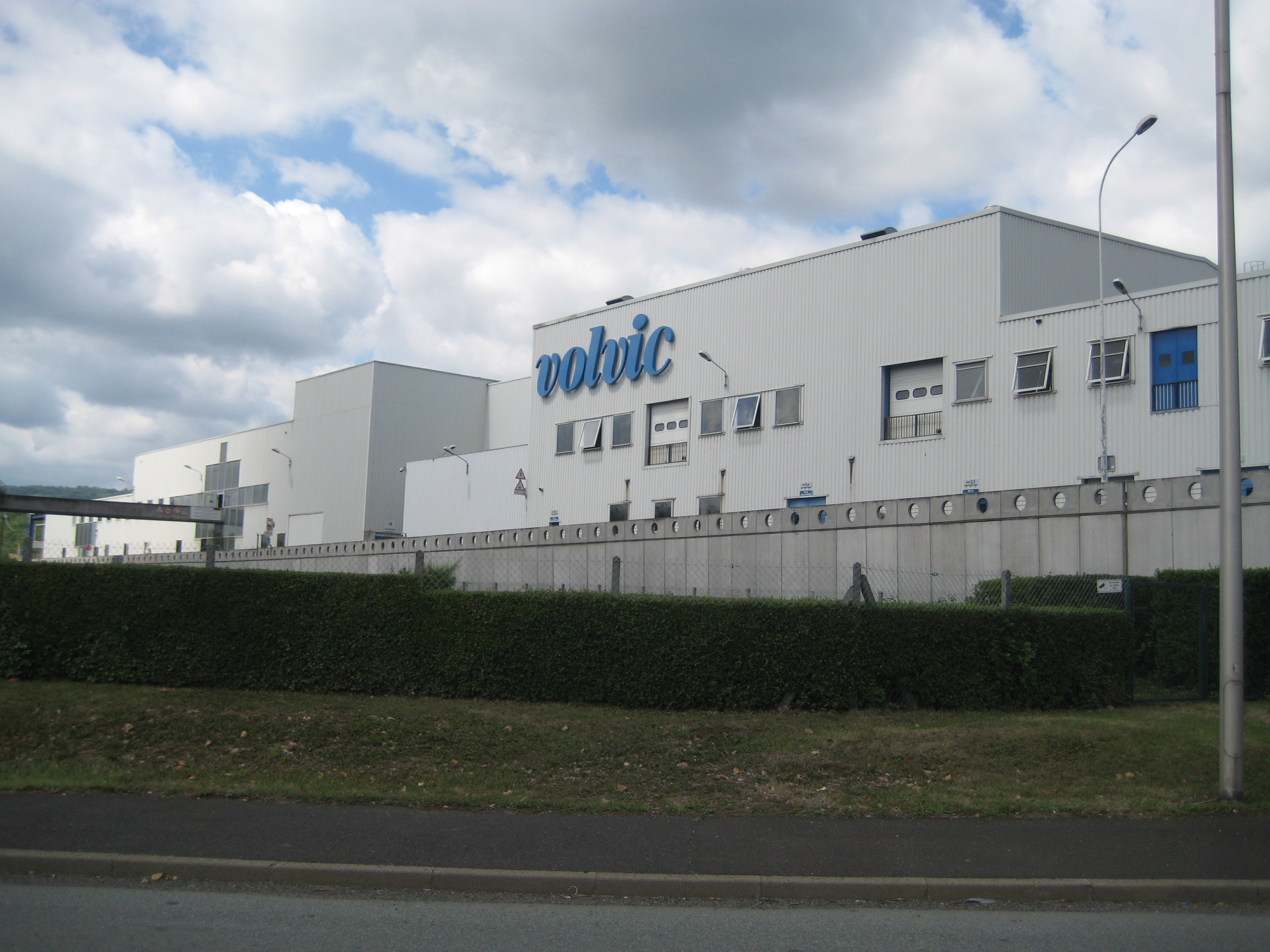
Werk in Volvic (Aufnahme von Juli 2014)

Zwei Abfüllbetriebe befinden sich in Volvic: Chancet 1 für natürliches Mineralwasser und Chancet 2 für aromatisiertes natürliches Mineralwasser. Fünfzehn Produktionslinien können bis zu 7 Millionen Flaschen pro Tag befüllen. Die Gebindegrößen reichen von 0,33 Liter bis 8 Liter. Insgesamt 870 Mitarbeiter sind hier beschäftigt. Nach Angaben von Volvic ist man damit das zweitgrößte Lebensmittelunternehmen der Auvergne (Stand: 2016). Rund 80.000 Personen besichtigen pro Jahr die Volvic-Werke.
Die Hauptabsatzmärkte sind Deutschland, Frankreich, und Großbritannien, ferner Japan. Volvic ist in Deutschland seit vielen Jahren Marktführer für stilles Markenmineralwasser.

## Werbung und Sportsponsoring
Volvic hat mehrfach für die verschiedenen Märkte Markenbotschafter engagiert. Zu ihnen gehörten beispielsweise Zinédine Zidane, Markus Lanz und Jan Köppen.
Volvic sponserte das Team von Bayer 04 Leverkusen in der Saison 2001/2002. Im Heimstation des Fußball-Bundesligisten wurden vier große Flaschendisplays in Form der 1,5-Liter-Flasche neben den Trainerbänken aufgestellt. Das Volvic-Motiv wurde auf zwei Treppen angebracht und mit Hilfe einer speziellen Verzerrungstechnik in ein großformatiges und dreidimensionales Bild verwandelt („Frontal Ads“). Ein Werbespot zeigte 2002 Jörg Butt, den damaligen Torwart von Bayer 04 Leverkusen, mit seinem Torwarttrainer Toni Schumacher.
Seit 2018 ist der spanische Extremsportler Kílian Jornet Burgada als globaler Markenbotschafter für Volvic aktiv.
Im E-Sport unterstützte Volvic 2017 das Team Vitality. 2020 startete die Partnerschaft mit dem League-of-Legends-Team des E-Sport Clans Berlin International Gaming (BIG). Auch mit weiteren BIG-Spielern gibt es solche Partnerschaften.

## Umwelt-Projekte
In seiner Herkunftsregion ist Volvic Teil der 2006 gegründeten öffentlich-privaten Partnerschaft Comité Environnement pour la Protection de l’Impluvium Volvic („Umweltausschuss zum Schutz des Volvic-Impluviums“). Das Jahresbudget dieses Ausschusses liegt bei rund 300.000 Euro. 2005 begann die Zusammenarbeit mit UNICEF für den Zugang zu sauberem Wasser („1 Liter für 10 Liter“). Die Aktion dient dem Bau und dem Betrieb von Trinkwasser-Brunnen in Äthiopien. und wurde auf Niger und Madagaskar ausgeweitet. Volvic stellt seit 2020 für jeden verkauften Liter natürlichen Mineralwassers einen Liter Trinkwasser in bestimmten Entwicklungsländern zur Verfügung.
Volvic arbeitet seit 2008 mit der Deutschen UNESCO-Kommission zusammen.
Weitere Aktivitäten beinhalten die Verwendung von Flaschen, die zu 100 Prozent aus Altplastik gefertigt sind, sowie die Zertifizierung nach den Richtlinien von B Corp.

## Kritik
In einem Rechtsstreit mit dem Verbraucherzentrale Bundesverband lenkte Danone trotz eines erstinstanzlichen Erfolges nach der mündlichen Verhandlung im Revisionsverfahren ein und unterließ es ab 2015, das Produkt Volvic Apfel mit einem Apfel auf der Verpackung zu bewerben; im Zutatenverzeichnis verwendete Volvic den Begriff Apfelaroma seither nicht mehr.
Im Dezember 2018 verklagte die Neumarkter Lammsbräu Gebr. Ehrnsperger KG Volvic, denn es liege irreführende Werbung vor, wenn Volvic sich als Bio-Mineralwasser bezeichne. Das Landgericht Frankfurt wies die Klage in wesentlichen Punkten ab. In der Berufung wurde Lammsbräu vor dem Oberlandesgericht Frankfurt am Main Ende April 2021 in weiten Teilen Recht gegeben. Das Urteil ist noch nicht rechtskräftig, denn das SGS Institut Fresenius erwägt, das Urteil anzufechten.
2021 wurde Volvic mit dem Goldenen Windbeutel von Foodwatch ausgezeichnet, weil Volvic-Mineralwasser mit dem Label „klimaneutral zertifiziert“ auf dem Etikett wirbt, obwohl ein Liter Mineralwasser 2020 durchschnittlich 121,5 Gramm CO2-Äquivalente (CO2e) emittiert, während Mineralwasser in 0,7-Glasmehrwegflasche nur 84 Gramm CO2e pro Liter und in 1,0l-PET-Mehrwegflasche nur 69 g CO2e pro Liter ausstößt.